# John Collier (caricaturiste)
Pour les articles homonymes, voir Collier (homonymie).
John Collier, né le 16 décembre 1708 à Urmston, et mort le 14 juillet 1786, est un peintre britannique, caricaturiste, illustrateur, graveur et poète satirique connu sous le pseudonyme de Tim Bobbin ou Timothy Bobbin.

## Biographie
Né à Urmston, dans le Lancashire (Angleterre, Grande-Bretagne), fils d'un vicaire appauvri, il s'installe à Milnrow à l'âge de 17 ans pour travailler comme instituteur,.

## Travaux
- A View of the Lancashire Dialect, or, Tummus and Mary – 1746
- Remarks on the reign of George II – 1760
- Human Passions Delineated in above 120 Figures, Droll, Satyrical and Humorous – 1773
- The Lancashire Dialect; or the Whimsical Adventures and Misfortunes of a Lancashire Clown – 1775